# Wielonienasycone kwasy tłuszczowe
Wielonienasycone kwasy tłuszczowe, PUFA (z ang. polyunsaturated fatty acids) – klasa organicznych związków chemicznych należących do kwasów tłuszczowych, które zawierają co najmniej dwa wiązania wielokrotne w łańcuchu węglowym, którego długość wynosi co najmniej 18 atomów węgla. W zależności od położenia pierwszego wiązania wielokrotnego od końca łańcucha węglowego, wyróżnić można dwie główne grupy: kwasy ω−3 i kwasy ω−6.
Wśród PUFA wyróżnia się kwasy krótkołańcuchowe (SC-PUFA, z ang. short-chain polyunsaturated fatty acids lub C18 PUFA), których łańcuch węglowy składa się z 18 atomów, oraz kwasy długołańcuchowe (LC-PUFA, z ang. long-chain polyunsaturated fatty acids), które zawierają 20 lub więcej atomów węgla w łańcuchu
Kwasy te odpowiedzialne są m.in. za właściwy rozwój ośrodkowego układu nerwowego, są istotne dla prawidłowego rozwoju dzieci, wiele mieszanek pokarmowych dla niemowląt jest nimi suplementowanych. Przyjmowanie LC-PUFA m.in. wydłuża czas trwania ciąży, zapobiega wcześniactwu i wpływa na zwiększenie masy urodzeniowej dziecka.

Przykładowe wielonienasycone kwasy tłuszczowe
Kwas α-linolenowy, 18:3 (ω−3)
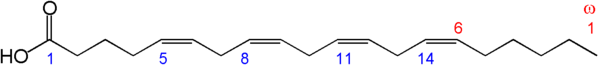
Kwas arachidonowy, 20:4 (ω−6)
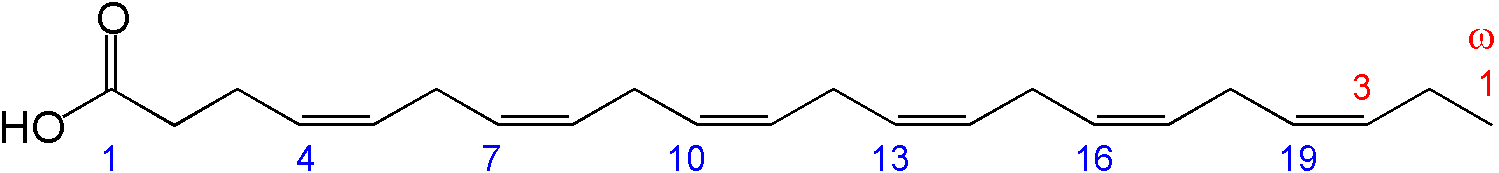
Kwas dokozaheksaenowy, 22:6 (ω−3) Oznaczenie symboliczne obok nazwy wskazuje liczbę atomów węgla w łańcuchu:liczbę wiązań podwójnych C=C, a w nawiasie położenie ostatniego wiązania podwójnego licząc od ostatniego (ω) atomu węgla.